# Старозбурьевский сельский совет (Голопристанский район)
Старозбурьевский сельский совет (укр. Старозбур'ївська сільська рада) — входит в состав
Голопристаньского района
Херсонской области
Украины.
Административный центр сельского совета находится в 
с. Старая Збурьевка
.

## Населённые пункты совета
- с. Старая Збурьевка